# Arroyo 910
El edificio ubicado en Arroyo 910, en el cruce de las calles Arroyo y Suipacha en el barrio de Retiro en Buenos Aires, Argentina, fue el lugar en el que funcionó como embajada de Israel desde 1950 hasta que fue destruido en el atentado del 17 de marzo de 1992.

## Historia
Fue construida por el arquitecto Alejandro Virasoro para funcionar como residencia de Enrique Lastra, aristócrata porteño, en el año 1925.
El 15 de febrero de 1949, la cancillería argentina informó que el Poder Ejecutivo reconocía al Estado de Israel como Estado soberano. Había grandes expectativas por la llegada del primer embajador de Israel en Argentina y Uruguay. Cinco días antes de mudar su residencia desde Montevideo a Buenos Aires, la comunidad judía uruguaya le ofreció a Jacob Tsur (primer embajador) y a su familia pasar unos días en Punta del Este. Allí se encontró con dos argentinos que le sugirieron comprar en Buenos Aires una casa en un barrio distinguido, destinada a ser legación y vivienda. Siete meses después de la llegada de Tsur a Buenos Aires, se adquirió un petit hotel en pleno barrio diplomático. Las tratativas se habían realizado con la familia Mihanovich, que tenía su residencia en el número 910 de la calle Arroyo. Luego de adquirir el edificio se realizaron obras de remodelación, que finalizaron en 1950, inaugurándose oficialmente el 23 de abril.
Tsur la describió «como una de las más hermosas embajadas israelíes del mundo»; mientras que Elías Teubal, uno de los argentinos que había conocido en Punta del Este, le decía que el edificio «debe superar, en belleza y comodidades a la Embajada del Líbano», que en ese tiempo era la única representación diplomática de Medio Oriente que funcionaba en Buenos Aires.
Cuando el edificio comenzó a funcionar como misión diplomática, fue parte importante de la colectividad judía en Argentina, siendo lugar de celebraciones y reuniones. Varias personas de la colectividad colaboraron con mobiliario, obras de arte, libros, etc. La familia de los embajadores residían en el tercer piso (más tarde la residencia fue trasladada a otra dirección, destinándose el piso como oficinas). En el segundo piso se encontraba la recepción, donde se realizaban reuniones y fiestas. Mientras que en el primer piso funcionaban oficinas. Un cuarto piso —pequeño— fue construido años más tarde y también había un sótano. El consulado funcionaba en Arroyo 916, lindante a la embajada.
David Ben-Gurión fue uno de los políticos israelíes que visitó el edificio.

### Atentado
El ataque terrorista a la embajada ocurrió el 17 de marzo de 1992 a las 14:45 (hora local) cuando un furgón Ford F-100 conducido por un suicida fue cargado con explosivos y estrellado contra el frente del edificio causando la destrucción de la embajada, y daños a una iglesia católica y una escuela ubicada en un edificio cercano. Allí fallecieron 29 personas, entre israelíes y argentinos, y resultaron heridas otras 242. Fue el segundo peor ataque terrorista en la historia de Argentina, después del atentado terrorista contra la AMIA en 1994, y el peor ataque contra una misión diplomática israelí.
Parte del edificio —como el frente a la calle Suipacha y el cuarto piso— sobrevivió a la explosión. El edificio fue destruido en su totalidad tiempo después del atentado.

### Plaza Embajada de Israel

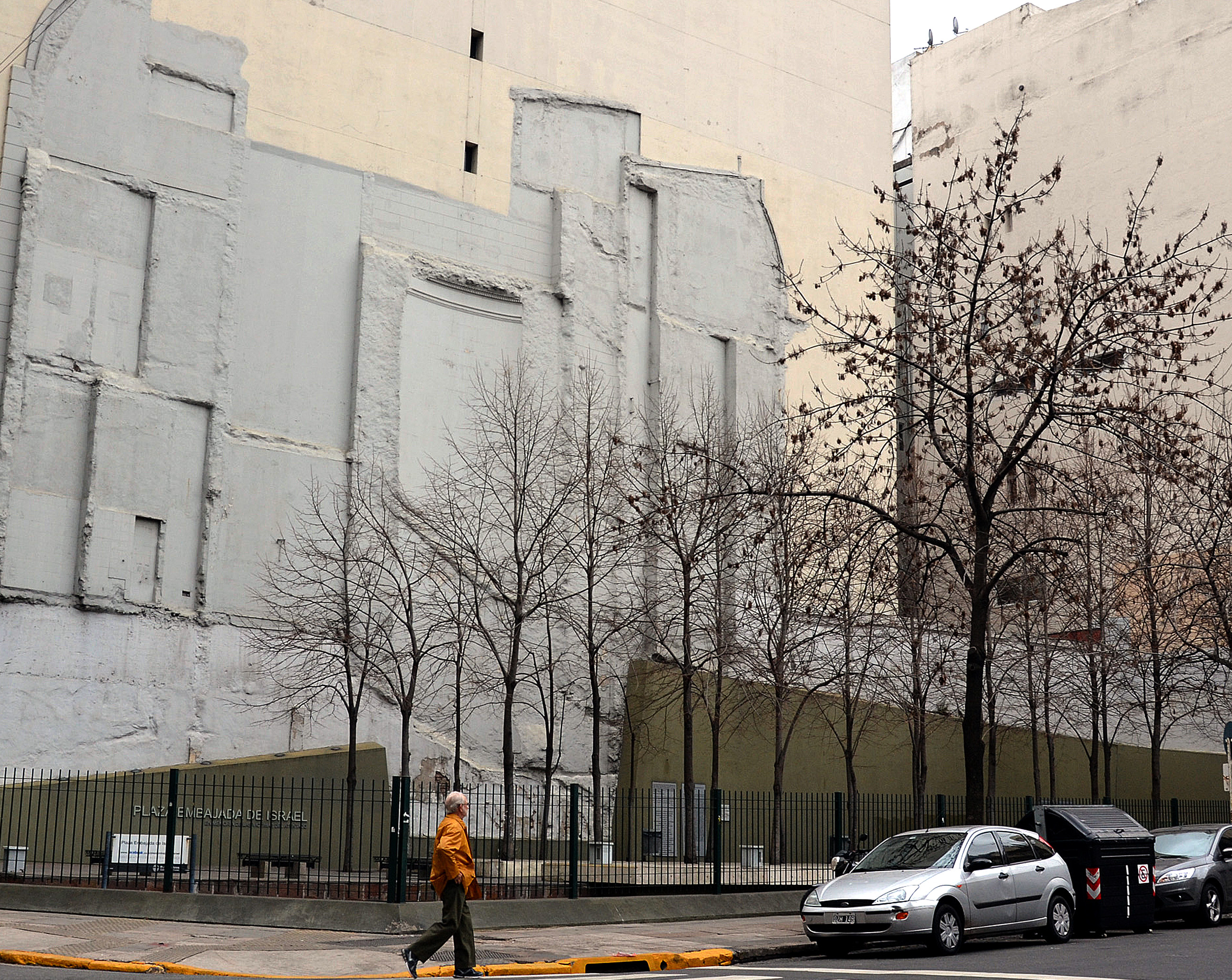
Vista de la plaza. Se puede apreciar parte de la pared del edificio.

Actualmente el sitio en el que se encontraba la embajada fue preservado como un sitio para la memoria. Allí se ha preservado una parte del muro original de la embajada; los nombres de los muertos han sido colocados en una gran placa y se plantaron dos líneas de tilos, cada uno de ellos simbolizando las víctimas fallecidas. La plaza fue inaugurada el 17 de marzo de 2000 incorporando una obra del arquitecto Hugo Salama.
El proyecto ganador de construcción de la plaza fue presentado por un grupo de arquitectos liderados por Gonzalo Navarro. En las paredes figura un monumento con el nombre de las víctimas, así como otras placas conmemorativas con las personas y empresas que donaron el dinero para que el monumento pueda ser construido. Así se describe el monumento en el proyecto original, por sus autores:

"Dos grandes placas horizontales se articulan por interpenetración y configuran en conjunto, toda la plaza en horizontal. Ambas simbolizan la solidaridad entre los judíos y no judíos frente a la intolerancia y la incomprensión. Las mismas se encuentran circundadas por agua. En todas las culturas de la tierra agua es sinónimo de vida. Creemos que no existe mejor sentido de unidad que el valor por la vida misma. Es ella la que nos nutre y nos protege. Poseemos veintidós árboles. Cada uno representa una persona que perdió la vida en este lugar. Los árboles se ordenan en el predio mediante una trama. La trama tiene la particularidad de la igualdad en todos sus elementos constitutivos, en la trama abstracta no existe la jerarquía. Todos somos iguales ante la muerte. Los elementos horizontales poseen un grado de abstracción menor y más directo. Poseemos básicamente tres elementos horizontales. El más saliente de ellos es la preservación del muro medianero en el estado en que quedó el edificio posterior a la explosión. Queremos que recordar, aún para el más desprevenido visitante, que en este lugar existió un edificio y que por alguna razón ya no está. (...)

El segundo elemento vertical es el nombre de cada una de las personas que murieron aquel día. Ellos se ubican sobre la otra medianera. En ella, ubicamos los nombres a una altura importante para la escala de la plaza, porque de alguna manera ellos ya no están a nuestro alcance. El tercer elemento vertical lo conforman los troncos y copas de los árboles. Los mismos cruzan ambas placas sin distinción. Ellos simbolizan el carácter trascendental de la inmortalidad a la que accedieron. Hay un último elemento de composición que es de vital importancia en toda la propuesta: la luz. Ella une y baña el pasado de los muros, el presente del agua y el futuro de los árboles. La luz diurna dibuja con sus sombras las superficies austeras de esta plaza. De noche, la iluminación artificial, busca realzar cada uno de estos aspectos de manera particular. Ella simboliza los resultados del intelecto del hombre para poner una luz brillante en los momentos de tinieblas. Creemos que los hombres son en definitiva solo huéspedes en la tierra y su vida, un viaje jalonado por las tormentas."

La embajada ahora funciona en el décimo piso de la Torre La Buenos Aires, en la Avenida de Mayo701.

## Galería

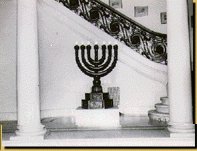
Menora ubicada en el hall de entrada principal de la Embajada
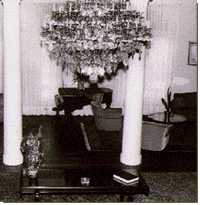
Otra vista del hall